# Mafia, una legge che non perdona
Mafia, una legge che non perdona é un film del 1980 diretto da Roberto Girometti.

## Trama
Gli eredi della vecchia camorra danno vita ad una guerra tra clan rivale per assicurarsi il potere della criminalità organizzata.